# サッカー日本代表TV
『サッカー日本代表TV』（サッカー・にほん<にっぽん>だいひょう・ティービー）は、フジテレビONE/フジテレビNEXTで概ね毎月1回放送される、サッカー日本代表について特集したスポーツ情報番組である。
番組は、日本サッカー協会が全面的に監修し、男女のフル代表を始め、オリンピックを目指す男子23歳以下代表、ユース代表や、フットサル日本代表、更にはパラリンピックを目指す身体障害者の代表（ブラインドサッカー、アンプティサッカー、電動車いすサッカーなど）を幅広く網羅し、その月に行われた各年代代表の公式戦、強化合宿、遠征による親善試合・練習試合など結果分析や、各世代の代表選手へのインタビューなどを通して、日本代表の現在を理解してもらう。
概ね月末の木曜日21:00-22:50にフジテレビONEにて初回生放送され、以後は随時再放送されている。

## 出演者
（2014年11月現在）
司会
- 渡辺和洋（フジテレビアナウンサー）
- 松村未央（同上）

コメンテーター
- 清水秀彦（フジテレビサッカー解説者）